# Антоніу душ Рейш
Антоніу душ Рейш (порт. António Ribeiro dos Reis, нар. 10 липня 1896, Лісабон — пом. 3 грудня 1961) — португальський футболіст. По завершенні ігрової кар'єри — тренер та журналіст. Він став одним із засновників спортивної газети A Bola в 1945 році.
Виступав за «Бенфіку» та національну збірну Португалії, а згодом з цими ж колективами працював і на посаді тренера.

## Ігрова кар'єра
З 1914 року виступав за команду «Бенфіка», кольори якої і захищав протягом усієї своєї кар'єри гравця, що тривала дванадцять років.
1921 року провів один матч у складі національної збірної Португалії.

## Кар'єра тренера
Розпочав тренерську кар'єру, ще продовжуючи грати на полі, 1921 року, очоливши тренерський штаб збірної Португалії, яку з перервами очолював до 1926 року.
Згодом протягом 1926—1929 років очолював тренерський штаб рідної «Бенфіки», до якої потім ще двічі повертався у 1931-1934 та 1953 році.
Помер 3 грудня 1961 року на 66-му році життя.

## Титули і досягнення

### Як гравця
- Чемпіон Лісабона (4):

«Бенфіка»: 1915-16, 1916-17, 1917-18, 1919-20

### Як тренера
- Чемпіон Португалії (1):

«Бенфіка»: 1931

### Індивідуальні
- Кавалер Великого хреста португальського ордена Заслуг.